# جامع حسن عناني
جامع حسن عناني، أحد الجوامع الكبيرة بمدينة جدة، المملكة العربية السعودية. من تصميم المعماري المصري د. محمد رؤوف حلمي.

## الموقع
يقع الجامع على كورنيش جدة الأوسط عند تقاطع شارع الحمراء مع طريق الكورنيش، جدة.

## الإنشاء
أنشأه الشيخ حسن محمد خليل عناني وكان ابتداء إنشائه عام 1402 هـ وأنتهى في شهر شعبان 1405 هـ.

## التصميم

تخطيط موقع الجامع

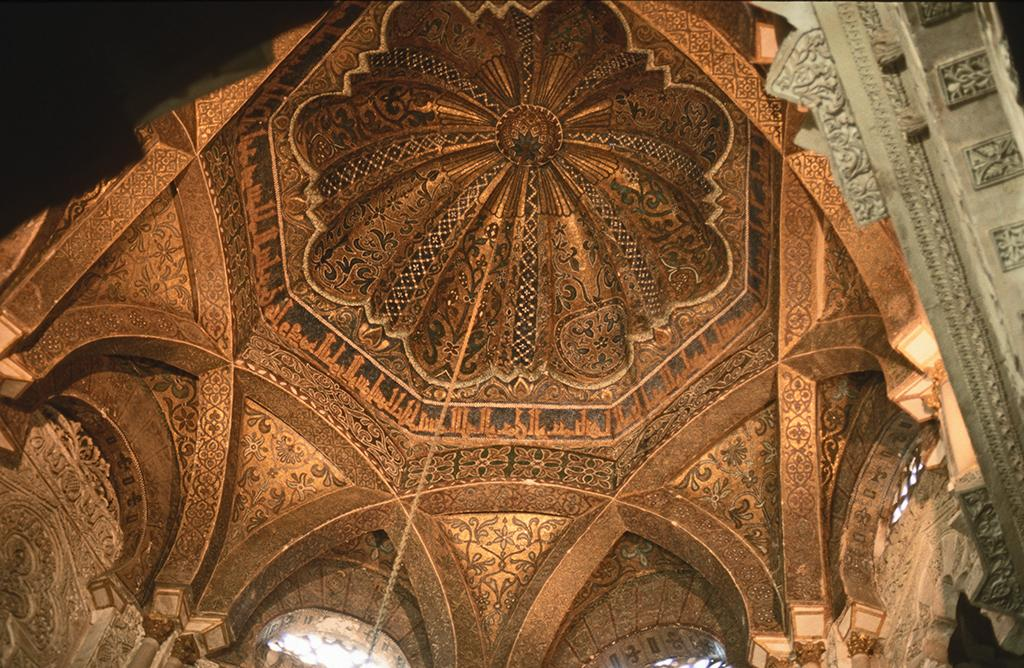
القبة التي تعلو محراب جامع قرطبة

الجامع يمتاز بالابتكارية، والمزج بين القديم والحديث، فإذا نظرت إلى المسجد من الجو، فشكله مستوحى من النجمة الثمانية الإسلامية المعروفة باسم (نجمة بغداد) الناتجة من تقاطع مربعين متحدي المركز وبينهما زاوية 45 درجة، وطول ضلع المربع الواحد قرابة 30 مترا.
من الداخل يتميز بغلبة اللونين الأبيض والأزرق عليه، وإن كان يعيبه كثرة الزخارف الملونة المصنوعة من الفسيفساء المغربية (الزليج) التي تغطي الجدران حتى ارتفاع مترين، وتغطي جدار القبلة حتى ارتفاع 5 أمتار، كما تغطي أعصاب القبة من الداخل حتى نهايتها، وهذا مكروه شرعيا.كما أن المنبر فيه لا يتخذ صورة المنبر النبوي المكون من سلم ذي ثلاث درجات، لكن على شكل شرفة يصعد إليها من الخلف. يتميز بمعالجة جيدة لفتحات تكييف الهواء ووحدات الإضاءة، فهي مندمجة في جدران الجامع ومستوحاة من تصميم القبة (نجمة بغداد).
في السقف قبة واحدة تغطي مساحة مربعة واسعة للصلاة بدون أي عمود داخلي، وقد استطاع المعماري حلمي الحصول على هذا الفراغ الضخم باستعمال نظام إنشاء يعتمد على 4 إطارات حديدية Steel frames تقع في مواضع 4 أقطار متقاطعة للقبة، مع حشو الفراغ بين الإطارات ببلاطات خرسانية مفرغة سابقة الصب Hollow core slabs. واستغل هذه الإطارات في تشكيل سطح القبة داخليا وخارجيا فنراها على هيئة أعصاب Ribs بيضاء اللون تشكل تقسم سطح القبة إلى ثماني أقسام مثلثة. ونرى أن هذا الشكل مستوحى من الهيكل الداخلي للقبة التي تعلو محراب مسجد قرطبة الجامع بالأندلس.
كسيت القبة من الخارج ببلاطات من السيراميك الذهبي اللون، وتحيط بها مئذنتان رشيقتان ارتفاعهما 35مترا، والمئذنة مثمنة القطاع، ولها شرفة واحدة محمولة على ثلاثة صفوف من مقرنصات معالجة بشكل حديث، وتنتهي المئذنة بقبة صغيرة على نفس نمط قبة المسجد ،وهي محمولة على ثمانية أعمدة (وهذه التركيبة المكونة من قبة محمولة على أعمدة تعرف بالجوسق-وهي ظاهرة معروفة في مآذن النمط المملوكي - الذي انتشر في مصر والشام والحجاز من القرن 13م إلى القرن 16م)ويعلو القبة هلال.
يسع المسجد 1200 مصل، كما يتميز باحتوائه على مصلى نساء كبير يقع في شرفة تحتل الواجهة الغربية للمسجد بالكامل. المنطقة المحيطة كورنيش البحر الأحمر منطقة سياحية في المقام الأول وتبعد عنها المساكن. لملاصقة الجامع لشاطئ البحر. بالرغم تشهد خطبة الجمعة ازدحاما كبيرا، إذ يتمتع خطيبه وإمامه الشيخ هاني الرفاعي بشعبية واسعة، وهو ما يفسر أيضا ازدحام الجامع في صلاة التراويح في رمضان.

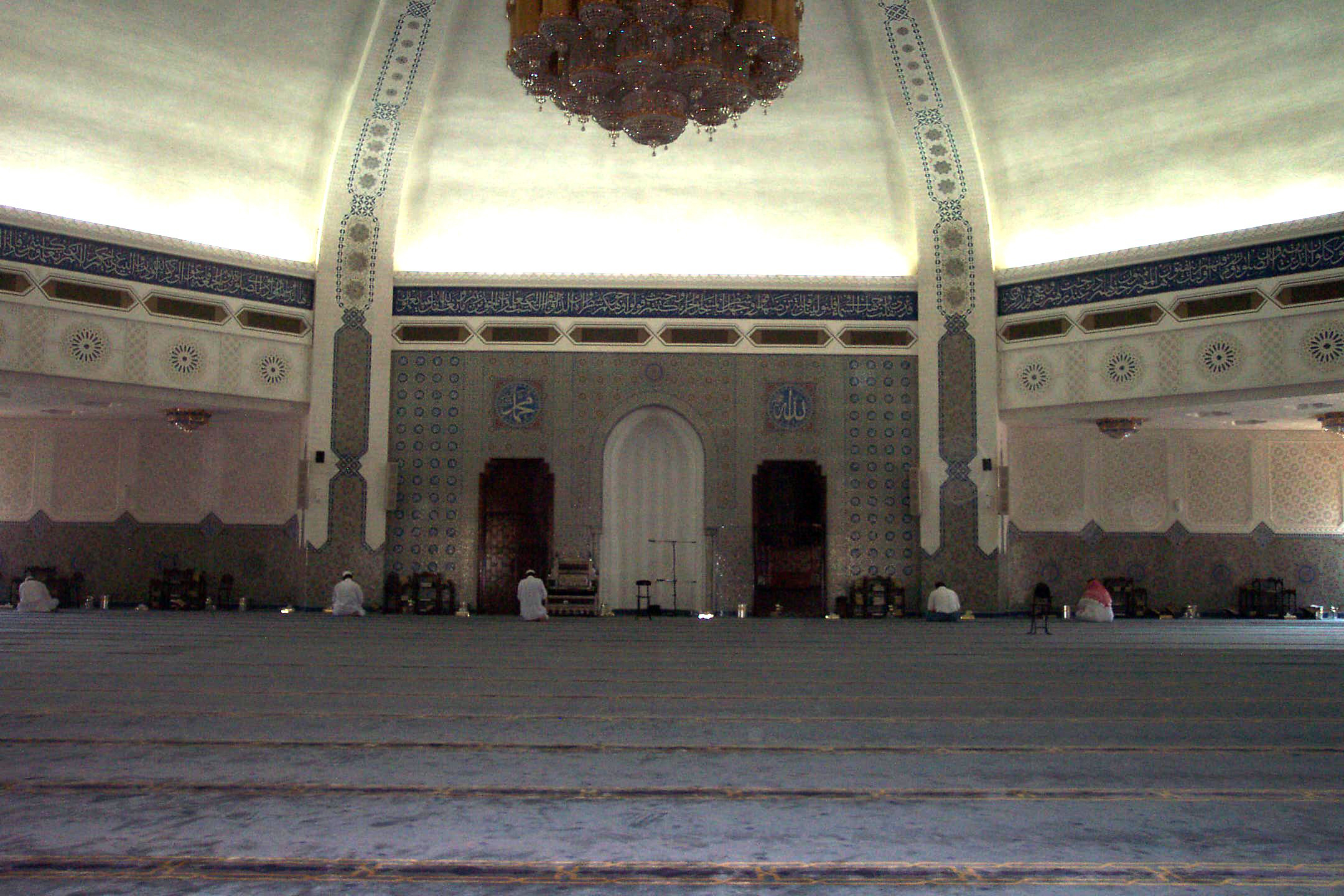
صورة داخلية للمسجد ويظهر فيها تجويف قبته التي تغطيه بالكامل والتي يبدو شكلها مشتقا من الهيكل الداخلي لقبة القبلة بمسجد قرطبة الجامع بالأندلس. انظر إلى الصورة التالية للمقارنة